# Porte de Famagouste
La porte de Famagouste (en turc : Mağusa Kapısı) est une porte de ville des remparts vénitiens de Nicosie, à Chypre. C'est la porte principale de la ville, l'ancienne Porta Giuliana, connue sous le nom de Porte de Famagouste à l'époque moderne. Cette construction, de style vénitien, a été copiée de la célèbre porte du Lazaret de Candie conçue par Michael Sammicheli au début du XVIe siècle. Elle se compose d'un passage voûté à travers le rempart  de la ville avec un dôme sphérique de onze mètres de diamètre en son centre. Le passage est assez grand pour que deux véhicules puissent passer, et il est éclairé par une ouverture circulaire au centre du dôme dans le style du Panthéon de Rome. De chaque côté de ce passage semblent être des entrées dans des pièces maintenant obturées. Du côté intérieur de la porte, face à la ville, se dresse une imposante façade.

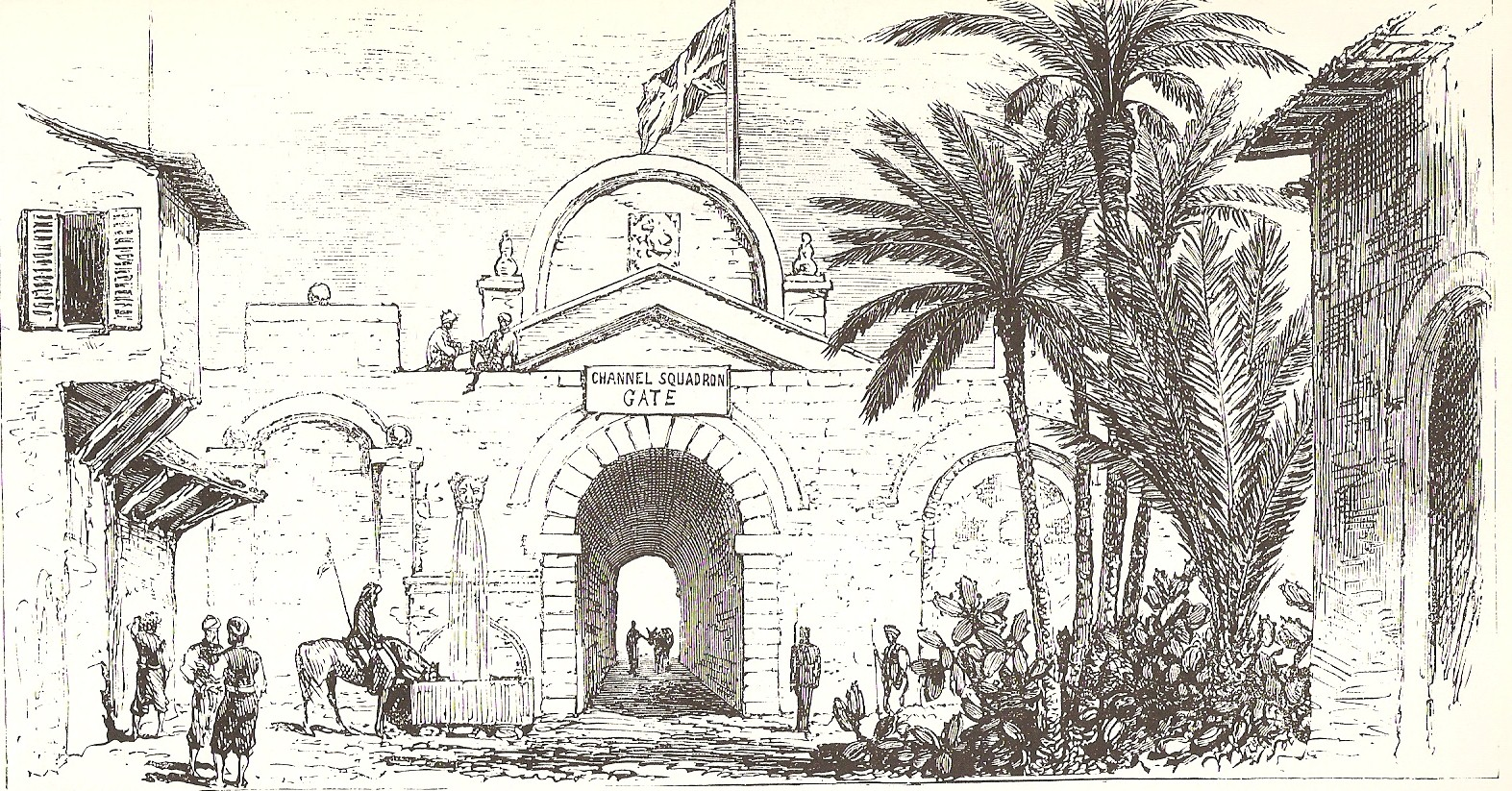
Face intérieure de la porte de Famagouste à Nicosie en 1878

## Historique
La porte a été construite en 1567 par la République de Venise, dans le cadre des nouveaux murs de la ville et s'appelait à l'origine Porta Giuliani du nom de son concepteur. Elle a été restaurée par les Ottomans en 1821 et un belvédère a été ajouté à la porte pour prévenir une probable révolte grecque.
À l'époque coloniale britannique, les pièces de la porte servaient d'entrepôt pour le carburant et d'autres matériaux. Même si un processus de préservation graduel a été réalisé de 1934 à 1981, des problèmes d'humidité ont prévalu et la porte est tombée en désuétude.
En 1980, la municipalité de Nicosie a décidé de restaurer la porte et de la réutiliser comme centre culturel. Les murs intérieurs et le toit ont été nettoyés puis isolés. Des systèmes de climatisation et de ventilation ont été installés sous le plancher. Les salles ont été équipées d'un éclairage spécial pour les expositions. Le passage et les deux pièces latérales peuvent fonctionner comme un tout ou comme trois zones individuelles.
La restauration a été achevée en 1981, et depuis, la porte de Famagouste est devenue un lieu très fréquenté pour des expositions.

## Galerie

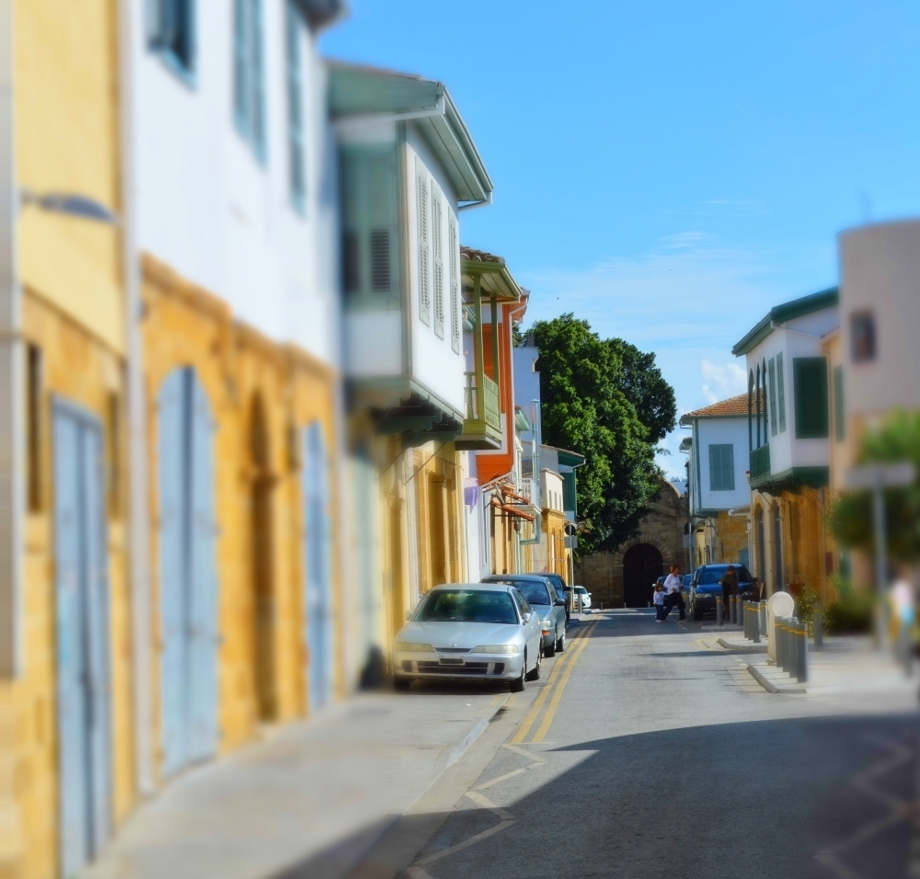
Quartier Taht-el-kale et porte de Famagouste
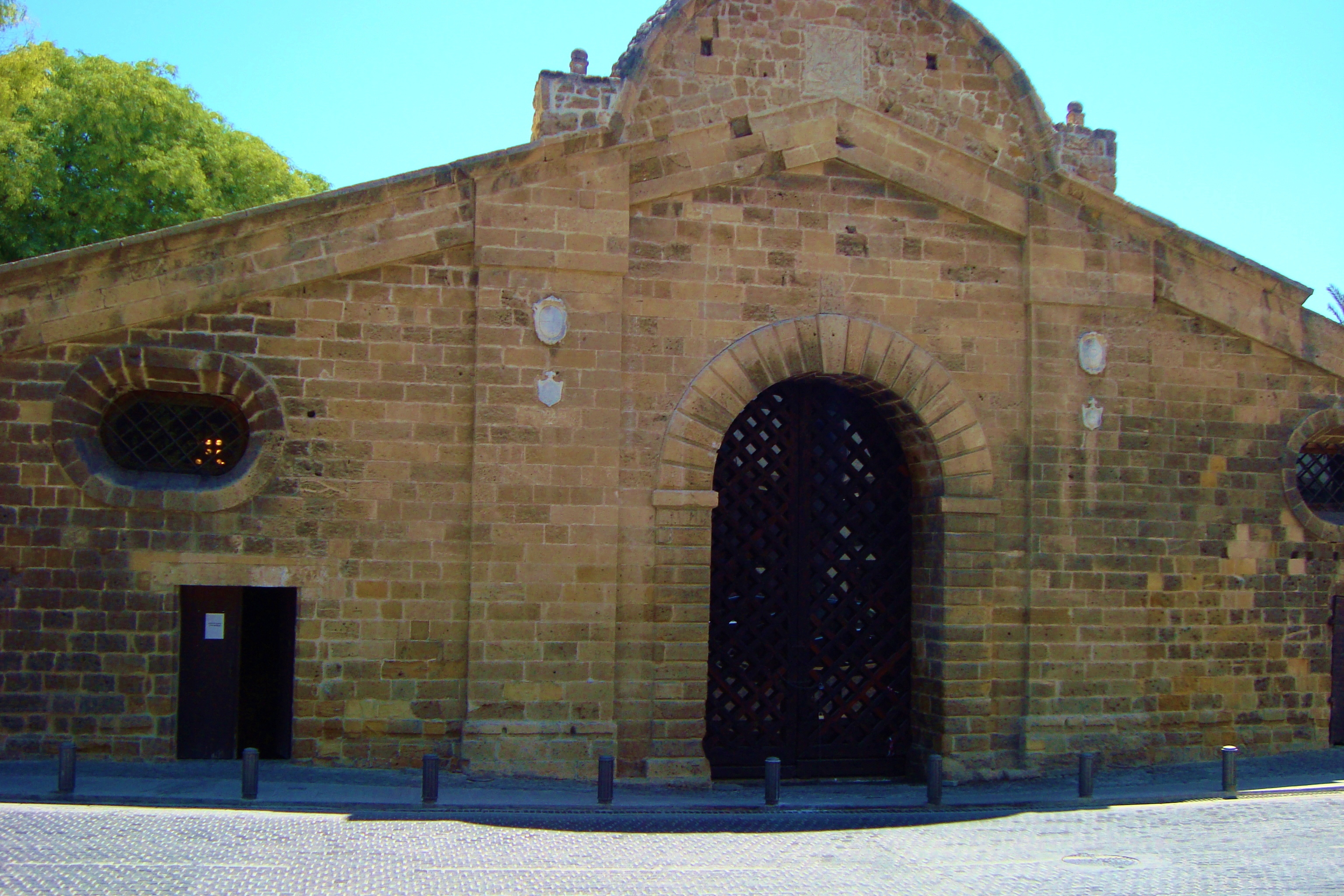
Extérieur de la porte de Famagouste
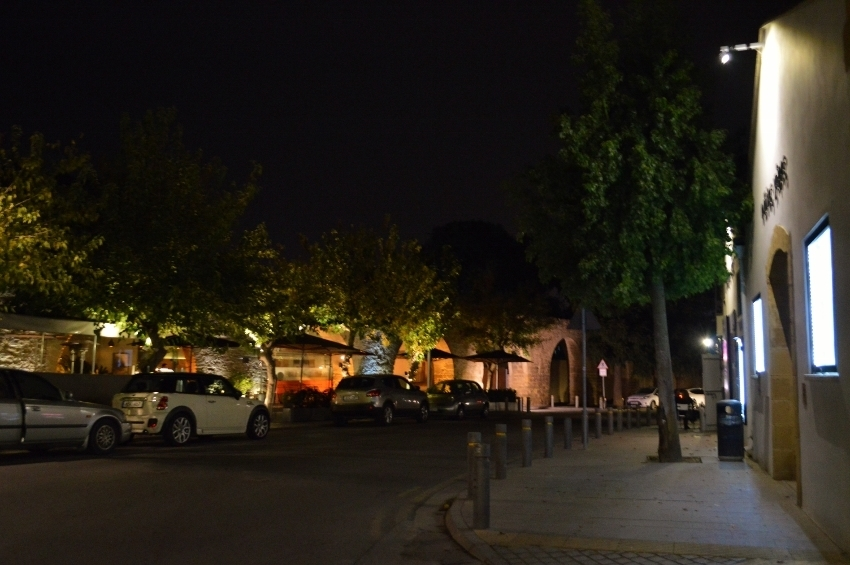
Bars lounge à côté de la porte
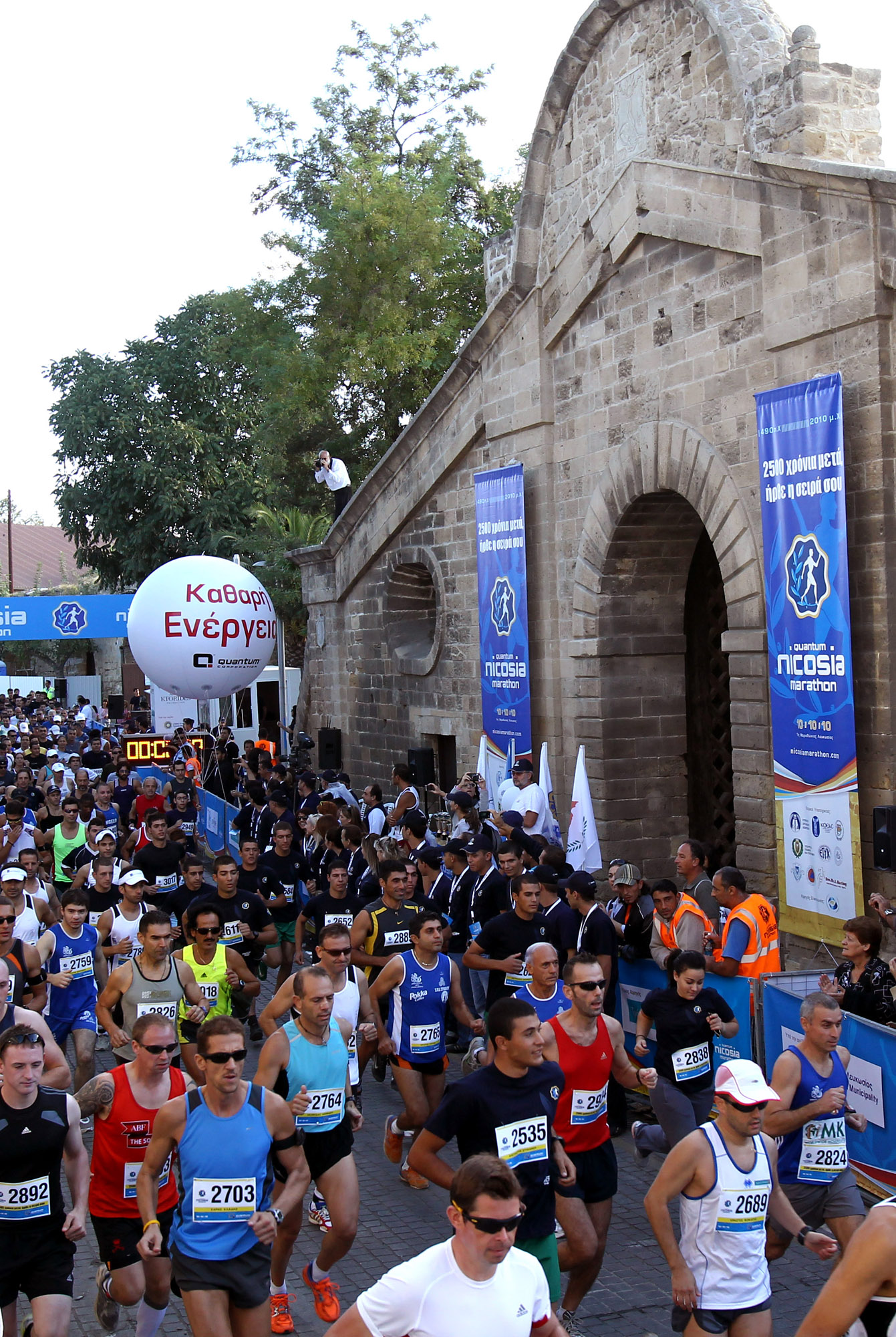
La porte de Famagouste comme lieu de départ du marathon de Nicosie